# Guilty Gear (серия игр)
Guilty Gear (яп. ギルティギア Гирути Гиа, сокращается до GG; см. также ниже) — серия видеоигр преимущественно в жанре файтинг, созданных и разрабатываемых геймдизайнером Дайсукэ Исиватари и японской компанией Arc System Works.
Изданием игр Guilty Gear занимается компания Sega (до неё роль издателя выполняла фирма Sammy Studios, которая позже слилась с компанией Sega в 2004 году).
Игры серии популярны как среди поклонников жанра виртуальных драк, так и среди любителей аниме за качественную графику, стилизованную под японскую анимацию, проработанных персонажей, саундтрек в жанрах хард-рок и хеви-метал, а также во многом уникальную игровую систему.

## Название
Название серии игр связано с её сюжетом.
Действие Guilty Gear происходит в мире будущего, в котором люди научились трансформировать живые организмы с помощью магии, даруя им новые способности и превращая их в совершенные орудия войны.
Эти магически изменённые существа получили название «Gears», что на русский очень приблизительно переводится как «механизмы» (в японском оригинале слово «gear» просто транскрибировано катаканой: ギア — гиа).
Согласно сюжету, «механизмы» восстали против людей, начав разрушительную войну.
Главный герой игр Сол Бэдгай до войны был учёным, занятым в проекте магической модификации организмов, и первым подвергся ей (Сол — Gear).
После восстания существ, к созданию которых он имел непосредственное отношение, Сол принялся уничтожать их, осознав, что в их появлении повинен он сам (Сол — Guilty, англ. виновный).
Выражение «Guilty Gear» упоминается применительно к Солу один раз.

## Игры серии

### Основные

#### Guilty Gear
1998 год — PlayStation
Первая игра серии, вышедшая в 1998 году, заслужила высокие оценки некоторых игровых журналов за оригинальных персонажей и хороший дизайн, однако среди потребителей большой популярности не снискала по причине грубого и несбалансированного геймплея.

#### Guilty Gear X
2000 год — аркадные автоматы (Sega Naomi), Dreamcast, PlayStation 2, ПК (Microsoft Windows)
- Guilty Gear X Plus — 2001 год — PlayStation 2
- Guilty Gear X Advance Edition — 2002 год — Game Boy Advance
- Guilty Gear X v1.5 — 2003 год — аркадные автоматы (Sammy Atomiswave)

Guilty Gear X, выпущенная через два года после своей предшественницы, привлекла намного больше внимания благодаря многочисленным изменениям в геймплее и заметно улучшенной графике. Игра выдержала три редакции, хотя последняя её версия, Guilty Gear X v1.5, малоизвестна.

#### Guilty Gear XX
2002 год — аркадные автоматы (Sega Naomi), PlayStation 2
- Guilty Gear XX#Reload — 2003 год — аркадные автоматы (Sega Naomi), PlayStation 2, Xbox, ПК (Windows), PlayStation Portable
- Guilty Gear XX Slash — 2005 год — аркадные автоматы (Sega Naomi), PlayStation 2, PlayStation Portable
- Guilty Gear XX Accent Core — 2006 год — аркадные автоматы (Sega Naomi, Sega Lindbergh), PS2, Wii
- Guilty Gear XX Accent Core Plus — 2008 год — PlayStation Portable, PlayStation 2
- Guilty Gear XX Accent Core Plus R — 2012 год — аркадные автоматы (Sega RingEdge), PlayStation Vita, PlayStation 3, Xbox 360; 2014 год — ПК (Windows)

В игре Guilty Gear XX (или Guilty Gear X2) снова подверглись изменениям геймплей и графика, продолжилось развитие сюжета игровой серии, а первая из исправленных версий Guilty Gear XX, Guilty Gear XX#Reload, была названа одним из наиболее хорошо сбалансированных файтингов.

#### Guilty Gear 2: Overture
2007 год — Xbox 360
2016 год — ПК (Windows)
Впервые изданная в Японии в 2007 году, Guilty Gear 2: Overture стала первой игрой во франшизе, использовавшей трёхмерные модели вместо спрайтов и не являвшейся традиционным файтингом. Несмотря на эту резкую перемену, сюжетная линия игры продолжает развитие канонического сюжета, начинаясь спустя пять лет после событий оригинальной Guilty Gear.

#### Guilty Gear Xrd
Guilty Gear Xrd -SIGN- — 2014 год — аркадные автоматы (Sega RingEdge2), PlayStation 3, PlayStation 4, 2015 год — ПК (Windows)
Guilty Gear Xrd -REVELATOR- — 2015 год — аркадные автоматы (Sega RingEdge2); 2016 год — PlayStation 3, PlayStation 4, 2016 — ПК (Windows)
Guilty Gear Xrd REV 2 — 2017 год — аркадные автоматы (Sega RingEdge2), PlayStation 3, PlayStation 4, ПК (Windows)
Подсерия Guilty Gear Xrd возвращается в части геймплея к жанру файтинга, сохраняя основные черты из подсерии Guilty Gear XX с вводом новых элементов, хотя и продолжает использовать трёхмерную графику вслед за предшественницей; действие игры начинается спустя год после событий последней.

#### Guilty Gear Strive
2021 год — аркадные автоматы, PlayStation 4, PlayStation 5, Xbox Series X/S, ПК (Windows)
Переосмысление франшизы сохранившее, но в то же время обновившее, многие классические особенности серии. Так, в игре появится функция «Wall Break», которая позволяет перемещаться между областями (экранами), за счёт применённого на противнике комбо в углу арены.

### Прочие

#### Guilty Gear Isuka
2003 год — аркадные автоматы (Sammy Atomiswave), PlayStation 2, Xbox, ПК (Microsoft Windows)
Guilty Gear Isuka (слово Isuka (яп. 鶍) означает «клёст» и произносится примерно как «и́ска») позволяет одновременно сражаться сразу четырём персонажам на одной арене и содержит режим под названием «Boost Mode», напоминающий игры жанра «Избей их всех», где игроку нужно продвигаться по длинному уровню, очищая его от врагов.

### Guilty Gearна портативных игровых консолях

#### Guilty Gear Petit
21 января 2001 года — Япония — WonderSwan Color
Guilty Gear Petit представляет собой игру Guilty Gear, портированную на WonderSwan, распространённую в Японии наладонную игровую консоль. Особенностью Guilty Gear Petit является то, что дизайн всех персонажей выполнен в тиби-стиле, предполагающем сильное искажение пропорций с целью сделать персонажей смешными и симпатичными. К составу бойцов, присутствовавших в Guilty Gear, была добавлена Фэнни (Fanny), появлявшаяся только в Guilty Gear Petit и её продолжении Petit 2.

#### Guilty Gear Petit 2
21 сентября 2001 года — Япония — WonderSwan Color
Продолжение Guilty Gear Petit, выпущенное через 9 месяцев после первой игры.

#### Guilty Gear Dust Strikers
5 октября 2006 года — Япония — Nintendo DS
США — Nintendo DS
Европа — Nintendo DS
Guilty Gear Dust Strikers напоминает игру Guilty Gear Isuka поддержкой боя четырёх игроков одновременно, что обеспечивается беспроводной технологией Nintendo DS, и наличием режима «Factory Mode», в котором игрок может по своему выбору настраивать одного из персонажей. Кроме того, Guilty Gear Dust Strikers содержит мини-игры, где игроку требуется, например, удерживать на подносе падающие предметы.

#### Guilty Gear Judgment
1 мая 2006 года — США — PSP
24 августа 2006 года — Япония — PSP
Guilty Gear Judgment похожа на режим «Boost Mode» игры Guilty Gear Isuka. Помимо собственных двадцати уровней, Judgment включает ещё одну игру: в японской версии Guilty Gear XX Slash, а в версии для США — Guilty Gear XX#Reload. Причина того, что в американскую версию разработчики вставили более старую игру, заключалась в отсутствии на момент выпуска Jugdment официального американского релиза Guilty Gear XX Slash. В Jugdment имеется и собственный сюжет. Согласно ему, в мелком восточноевропейском королевстве под названием Вилльтания (Villtania) сумасшедший учёный Рэймонд (Raymond) проводит разрушительные эксперименты. Организация Объединённых Наций предлагает награду тому, кто остановит Рэймонда. Бойцы, привлечённые возможностью получить вознаграждение, проводят поединки между собой, чтобы определить сильнейшего, который отправится к Рэймонду.

### Guilty Gearна мобильных телефонах

#### Guilty Gear Club
2005 год — Япония — мобильные телефоны
Guilty Gear Club представляет собой оригинальную Guilty Gear, портированную на мобильные телефоны. Графика и звук портированной версии точно повторяют оригинал, однако в Guilty Gear Club имеется возможность скачивать новых персонажей и несколько мини-игр.

#### Guilty Gear Rise of Arms
12 июня 2006 года — Япония — мобильные телефоны

## Персонажи
Отличительная черта всех персонажей серии — их необычность и нестандартный выбор оружия. Хотя многие персонажи вооружены довольно обыкновенными клинками разной формы и размера, игрок может выбрать героя, сражающегося гигантским скальпелем, тяжёлым корабельным якорем или собственными волосами. Персонажи различаются не только внешним видом и вооружением, но и стратегией ведения боя — у каждого она уникальна и не совпадает с остальными.

## Отсылки к музыке
Серия Guilty Gear известна своими многочисленными отсылками к рок-музыке. Имена большинства персонажей и названия их атак являются вполне узнаваемыми переделками имён или прозвищ музыкантов, названий музыкальных групп, песен и альбомов. Например, атака Миллии Рэйдж (Millia Rage) под названием Iron Maiden — отсылка к одноимённой группе, а персонаж Аксель Лоу (Axl Low) получил своё имя в честь Эксла Роуза (Axl Rose), фронтмена группы Guns N' Roses. Лидер по количеству отсылок — группа Queen, любимый музыкальный коллектив одного из наиболее значительных разработчиков, Дайсукэ Исиватари. Главный герой всей серии Сол Бэдгай, настоящее имя которого Фредерик, назван так в честь вокалиста Queen Фредди Меркьюри, а прозвище Бэдгай (англ. Badguy, «плохой парень») получил в честь сольного альбома Меркьюри «Mr. Bad Guy». Помимо всего прочего, Сол, которого Исиватари назвал своим альтер эго, разделяет с собственным создателем увлечение группой Queen, о чём упоминается в официальной биографии этого персонажа.
Поклонники тяжёлой музыки могут обнаружить в качестве имён персонажей названия групп-ветеранов трэша: Venom, Testament, Slayer